# Hurricane (canción de 30 Seconds to Mars)
«Hurricane» —en español: «Huracán»— es una canción escrita por la banda estadounidense de rock alternativo 30 Seconds to Mars. Este es el cuarto sencillo de su tercer álbum de estudio This Is War y fue lanzado en enero de 2011. La canción fue escrita por el vocalista de la banda, Jared Leto, quien compuso la canción en un viaje a Alemania, y fue producido por Flood y Steve Lilywhite. Existen dos versiones de esta canción, la que está incluida en el álbum y otra con la colaboración de Kanye West. Esta última tiene una variación en ciertas partes de la canción. "Hurricane" fue galardonada como
Mejor Sencillo en los Kerrang! Awards 2011. El video musical de trece minutos, dirigida por Leto bajo el seudónimo de Bartholomew Cubbins, ganó controversia cuando se estrenó por primera vez el 29 de noviembre de 2010, aunque llegó a ser prohibido por MTV debido a su contenido sexual, sin embargo, una versión editada del mismo fue puesto en la rotación de MTV2.

## Antecedentes
La canción fue escrita por Jared Leto, durante una estadía en Berlín, en el invierno de 2007. En una entrevista, dijo sobre la canción: «Escribí "Hurricane" en Berlín, en invierno de 2007. Era invierno, oscurecía cerca de las 3:30 de la tarde, y podía pasar cualquier cosa. Puede ser increíblemente reconfortante o absolutamente deprimente. Afortunadamente, fue un poco de ambas. En parte, fue muy inspirador.»

## Video musical
Tiene una duración de aproximadamente 13 minutos y fue escrito y dirigido por Jared Leto (bajo el seudónimo de Bartholomew Cubbins). La historia se divide en 3 capítulos: "CHAPTER ONE: BIRTH" (Capítulo primero: Nacimiento), "CHAPTER TWO: LIFE" (Capítulo segundo: Vida) y "CHAPTER THREE: DEATH" (Capítulo tercero: Muerte). El videoclip se inicia con la canción "Escape", y a mitad del video se aprecia el coro de la canción "Night of the Hunter", que son canciones también del álbum This is War.
La historia transcurre en la madrugada en Manhattan, Nueva York. El vídeo comienza con algunas imágenes lejanas de la ciudad, que aparece retratada de un modo fantasmagórico: las calles están completamente vacías y hay una tormenta eléctrica. Aparentemente solo habitan las calles dos de los protagonistas, Shannon y Tomo, y otras almas perdidas con las que cruzarán sus caminos.

## Controversia
Antes del estreno, Jared Leto ya había advertido "Va a ser un vídeo muy, muy sexual. Una reflexión sobre la violencia del sexo y el sexo en la violencia. Va a ser una aventura“. Y, efectivamente, en una aventura se convirtió su lanzamiento. El vídeo no pasó por el filtro de la MTV, canal que lo censuró y que incluso llegó a restringir el horario de su emisión. De acuerdo con dicho canal, la película mostraba de forma explícita elementos relacionados con la violencia y el sexo duro. El 28 de noviembre de 2010, Jared Leto publicó en su blog la carta que le hizo llegar MTV acerca de la censura impuesta, y que incluso facilitaba una lista de los segmentos que habían sido eliminados del vídeo original.

## Posicionamiento en listas
| País        | Listas                  | Mejor posición |
| ----------- | ----------------------- | -------------- |
| Alemania    | Germany Singles Chart   | 45             |
| Australia   | Australia Singles Chart | 67             |
| Europa      | European Hot 100        | 52             |
| Portugal    | Portugal Singles Top 50 | 27             |
| Reino Unido | UK Singles Chart        | 193            |
| Reino Unido | UK Rock Singles         | 4              |